# قصه‌های تابه‌تا
قصّه‌های تابه‌تا که با نام شخصیت اصلی آن زی‌زی گولو نیز شناخته می‌شود، یک سریال تلویزیونی کودکانه به کارگردانی مرضیه برومند که شبکه دو سیمای جمهوری اسلامی ایران در سال ۱۳۷۳ در ۴۳ قسمت، صبح‌های جمعه اقدام به پخش آن کرد. مخاطب این سریال را عمدتاً رده سنی کودک و نوجوان و بزرگسال تشکیل می‌داد.
شخصیت محوری سریال عروسکی است به نام «زی‌زی گولو آسی پاسی دراکوتا تابه‌تا» که از یک سیاره ناشناخته به زمین آمده و مهم‌ترین توانایی او این است که با خواندن وِرد «زی‌زی گولو آسی پاسی دراکوتا تابه‌تا»، کارهای خارق‌العاده انجام می‌دهد. این سریال در میان کودکان و نوجوانان ایران و حتّی رده سنّی بزرگسال شهرت و محبوبیت زیادی پیدا کرد به گونه‌ای که واژه «زی‌زی گولو» به فرهنگ گفتاری مردم نیز راه یافت.

## بازیگران
| بازیگر         | نقش                                             |
| -------------- | ----------------------------------------------- |
| لیلی رشیدی     | خانومی (مادر خانومی)                            |
| امیرحسین صدیق  | مهندس (آقای پدر)                                |
| آزاده پورمختار | زی‌زی گولو                                       |
| مریم سعادت     | اعظم جمالی                                      |
| رضا فیاضی      | جمال آقاجمالی                                   |
| مانی نوری      | امیر آقاجمالی                                   |
| رضا بابک       | پیرمرد کهنسال/فروشنده تلویزیون/پدر خانومی/رفتگر |
| محمود بصیری    | آبدارچی                                         |

### بازیگران مهمان
- جمشید اسماعیل‌خانی
- مهری ودادیان
- افشین سنگ‌چاپ
- مرضیه برومند
- افسانه چهره‌آزاد